# Bérus
Bérus ist eine französische Gemeinde mit 434 Einwohnern (Stand: 1. Januar 2022) im Département Sarthe in der Region Pays de la Loire; sie gehört zum Arrondissement Mamers und zum Kanton Sillé-le-Guillaume (bis 2015: Kanton Saint-Paterne). Die Einwohner werden Bérusiens genannt.

## Geographie
Bérus liegt etwa 42 Kilometer nordnordwestlich von Le Mans und etwa sechs Kilometer südsüdwestlich von Alençon. Umgeben wird Bérus von den Nachbargemeinden Arçonnay im Norden und Nordosten, Champfleur im Osten, Béthon im Osten und Südosten, Oisseau-le-Petit im Süden, Gesnes-le-Gandelin im Westen sowie Héloup im Nordwesten.

## Bevölkerungsentwicklung
| 1962                      | 1968 | 1975 | 1982 | 1990 | 1999 | 2006 | 2013 |
| ------------------------- | ---- | ---- | ---- | ---- | ---- | ---- | ---- |
| 202                       | 196  | 239  | 352  | 360  | 366  | 408  | 450  |
| Quelle: Cassini und INSEE |      |      |      |      |      |      |      |

## Sehenswürdigkeiten

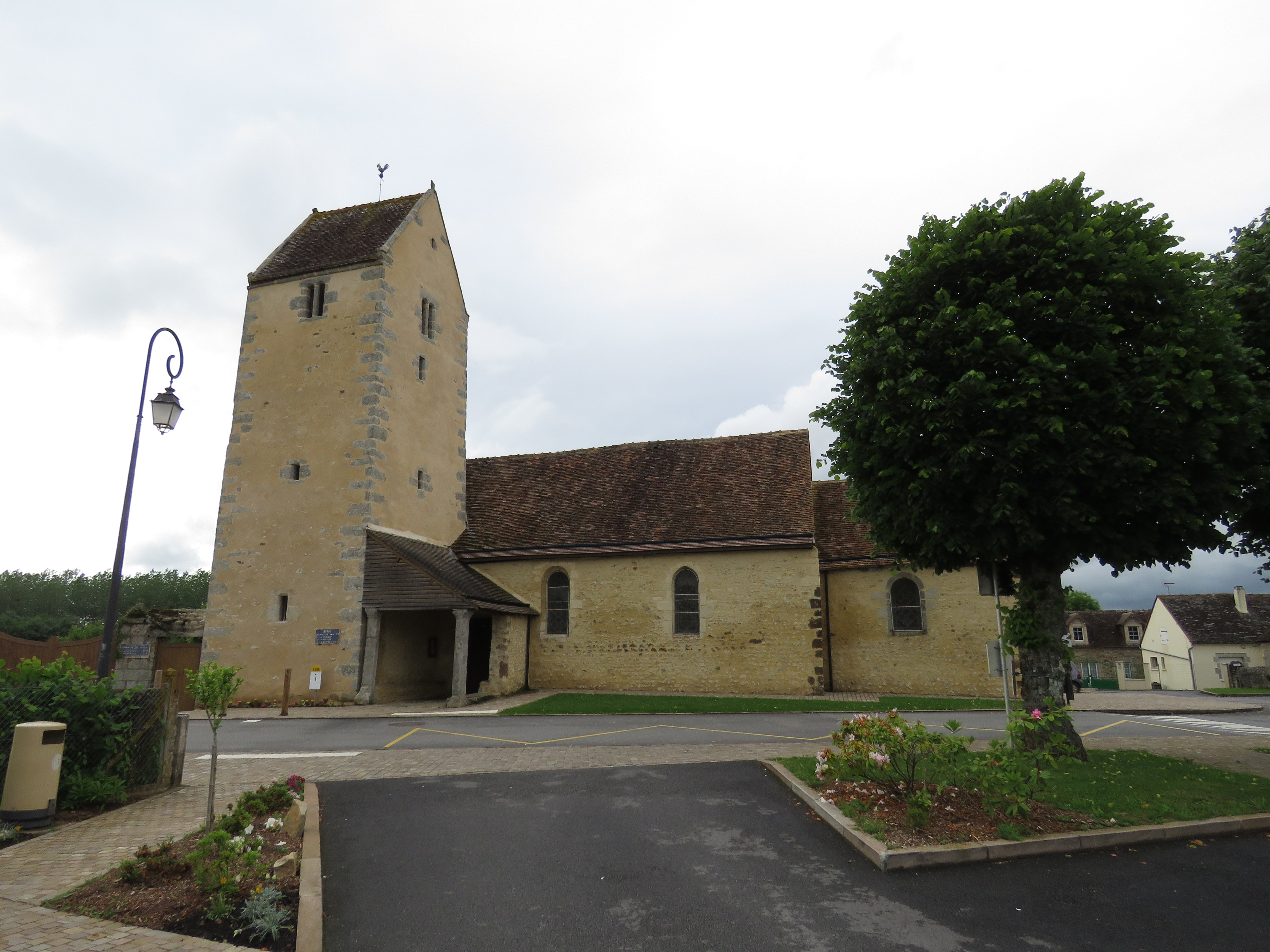
Kirche Saint-Germain

- Kirche Saint-Germain